# Hans Ernst Krøyer

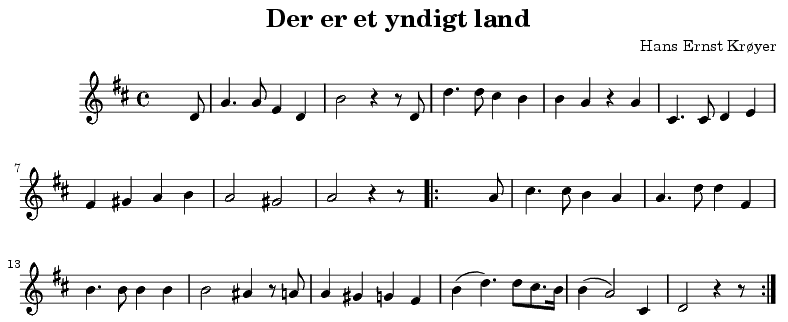
Partitura de Der er et Yndigt Land

Hans Ernst (en ocasiones Ernest) Krøyer (31 de enero 1798 - 24 de marzo de 1879) fue un compositor danés. Es recordado como el compositor del himno nacional Danés Der er et Yndigt Land (Hay un país encantador) in , con la letra de Adam Oehlenschläger. Krøyer nació en Copenhague hijo de Bernt Anker Krøyer y Johanne Margrethe (Schrøder), hermano de Henrik Nikolai Krøyer.
Se hizo músico en el coro real de la capilla del Palacio de Christiansborg en Copenhague en ..
Krøyer murió en Copenhague.